# 艾靈頓路
艾靈頓路是加拿大安大略省多倫多市和密西沙加市一條主要東西向街道，東起多倫多士嘉堡區的京士頓道，西至密西沙加第九線（Ninth Line），中途介乎聯福徑（Renforth Drive）和怡陶碧谷溪（Etobicoke Creek）的路段構成多倫多和密西沙加的市界線；其走線進入苗頓鎮後以“下基線”（Lower Baseline）之名繼續往西伸延。艾靈頓路在多倫多市以内的路段於19世紀劃下，為該市由安大略湖向北數上的第四條基線。此街道是布魯亞街以北少數橫貫整個多倫多市的東西向街道，也是唯一一條貫穿1998年六市合併前大多倫多市轄下六個市鎮（即舊多倫多市、約克、東約克、北約克、怡陶碧谷和士嘉堡）的街道。
艾靈頓路在多倫多市和密西沙加市以內分別以央街和曉倫大略街（Hurontario Street）作東西之分，分界線以西為艾靈頓西路，以東則為艾靈頓東路。此街道在多倫多市東西兩端及密西沙加市之内主要呈市郊動脈通道佈局，沿途以住宅區及服務附近居民的零售商戶為主，但多倫多市中部介乎德化林街和快樂山道（Mount Pleasant Road）之間路段的發展密度則較高，街道佈局亦比較方便行人。

## 歷史
1812年戰爭後，一批英兵在現有艾靈頓路和央街交界處一帶獲贈土地，該處的歐洲人聚落遂告形成，並被命名為“艾靈頓”。名稱來源無從確定，但很有可能是來自蘇格蘭的艾靈頓城堡（Eglinton Castle），而貫穿該聚落的安大略湖以北第四條基線亦以此為名。到了1850年代中期，艾靈頓已發展成一條頗具規模的村落，並設有一座郵局。艾靈頓村於1890年成為北多倫多鎮（North Toronto）一部分，再於1912年併入舊多倫多市。
受到東面的當河和西面的漢伯河所構成的地理限制，艾靈頓路早期的東西兩端分別只達至萊爾德徑（Laird Drive）和珍街。其走線在當河以東亦稱為艾靈頓路，但兩者並不貫通，而漢伯河以西的走線則稱為富景横道（Richview Sideroad）。當河以東士嘉堡内的艾靈頓路曾於1937年至1953年間編號為安大略5A省道，而當河以西央街和韋斯頓道（Weston Road）之間的聖卡拉西路亦曾獲取相通的省道編號，但兩段5A省道亦一直沒有貫通。聖卡拉西路的5A省道資格於1952年取消；士嘉堡内的艾靈頓路則於1953年改編為109號省道，再於1954年取消省道資格。

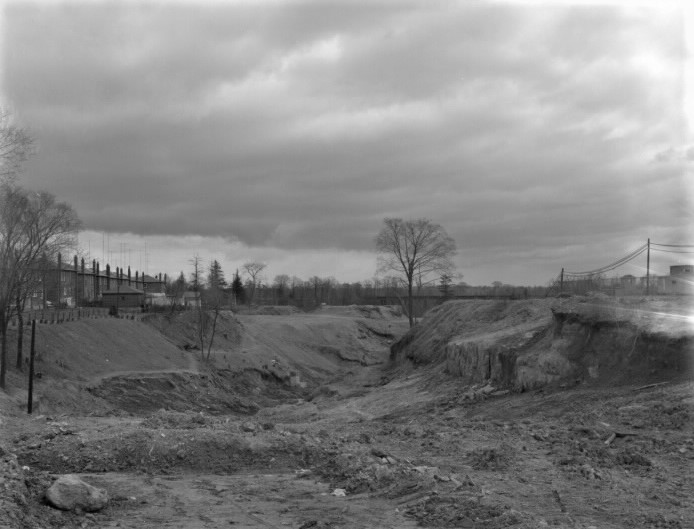
連接當河兩岸艾靈頓路的工程（攝於1956年）

第二次世界大戰後多倫多市郊地區發展蓬勃，而艾靈頓路的要道地位亦日增。為了配合區内發展，多倫多公車局在規劃市内首條地鐵線（即央街線）時將該線的北端總站設於艾靈頓路夾央街，並於1954年開幕。此外，新成立的大多倫多市政府亦著手貫通當河兩岸的艾靈頓路：多斯道（Dawes Road，現維多利亞公園路）和當妙斯道之間的路段於1955年開通，餘下路段則於1956年通車。多倫多城北的東西向交通自此無需再往南繞至布魯亞街和丹佛路走廊，艾靈頓路沿線交通因此漸趨繁忙，而艾靈頓地鐵站一帶亦發展成多倫多市的上城區。
另一方面，大多市政府亦於1950年代計劃在市内興建一系列高速公路，當中包括在怡陶碧谷和約克沿富景橫道和艾靈頓路的走線興建富景高速公路（Richview Expressway），連接400號、401號和427號公路。當局計劃分階段興建富景高速公路，首階段包括將固有的富景橫道擴濶，並興建橋樑跨越漢伯河連接富景橫道和艾靈頓路。當局於1963年批准項目，並於1970年完工，而富景橫道亦隨之更名為艾靈頓西路。隨著市内反對拆卸固有社區來興建高速公路的呼聲漸高，富景高速公路項目亦告取消。

## 公共交通

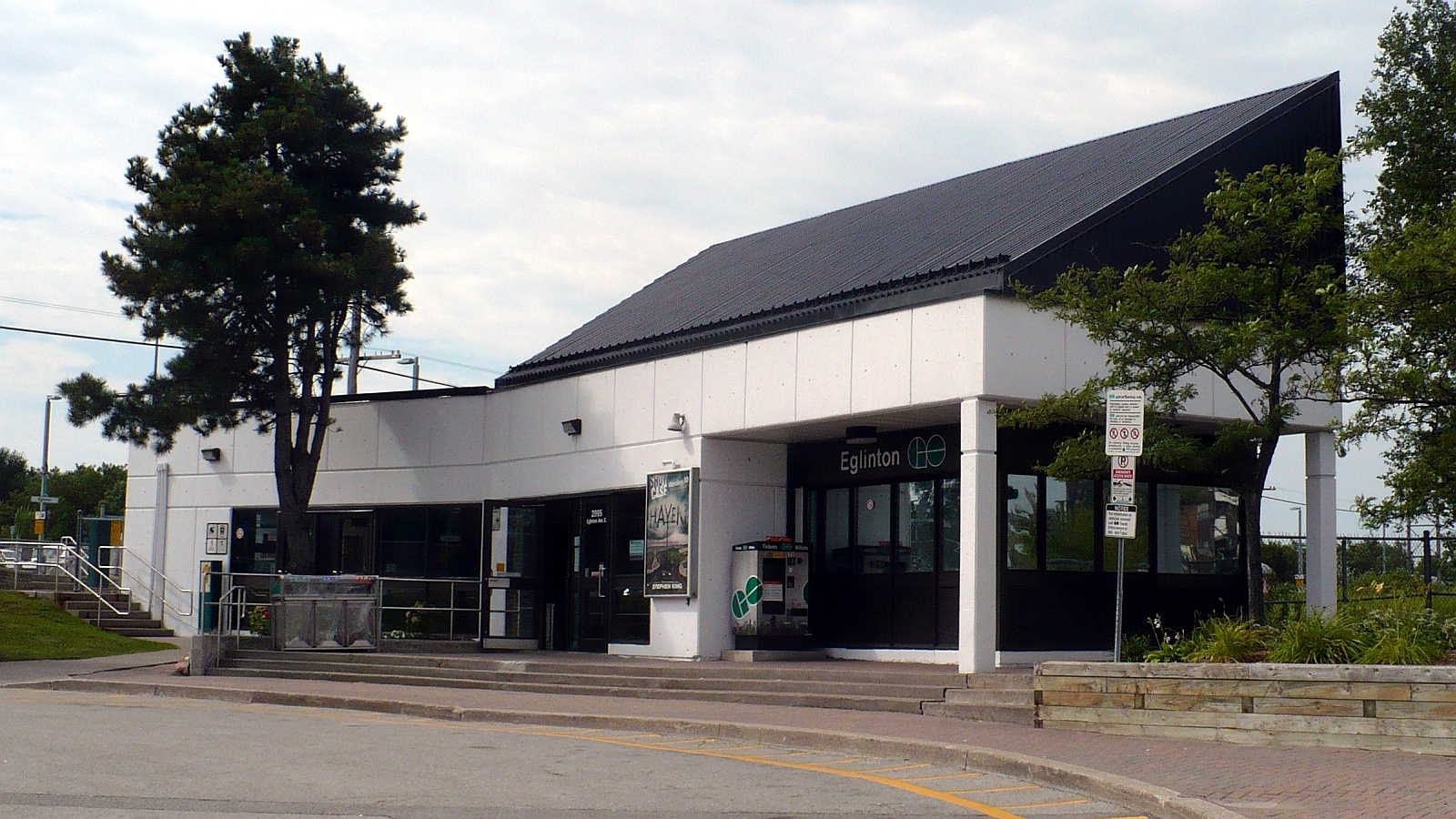
GO通勤鐵路湖濱東線的艾靈頓車站

位於艾靈頓路夾央街的艾靈頓地鐵站於1954年聯同央街地鐵線首期路段開幕，而位於艾靈頓路夾艾倫道的艾靈頓西地鐵站則於1978年聯同士巴丹拿地鐵線開幕。GO通勤鐵路湖濱東線則於艾靈頓路夾麥高雲道以東設有艾靈頓車站，1967年啓用。
1990年代初，時任省長李博領導下的新民主黨省政府同意在怡陶碧谷和約克的艾靈頓路走線興建地鐵線，從艾靈頓西站往西伸延至聯福徑。項目於1994年動工，但進步保守黨於1995年贏取省選上台執政後宣佈取消項目，而艾靈頓西站以下已開始挖掘的隧道亦被填回。安大略省政府轄下的公共交通機構都市連通則從2013年起沿艾靈頓路走線興建艾靈頓輕鐵，西起丹尼士山站，東至堅尼地站，全長19公里，當中介乎基爾街和萊爾德徑約長10公里的路段位於地下，預料於2024年開通。
此外，密西沙加巴士快速交通系統東端的四個車站亦坐落艾靈頓路沿線；此系統於2010年動工，艾靈頓路沿線車站則於2016年至2017年間啓用。

## 外部連結
- 维基共享资源上的相關多媒體資源：艾靈頓路